# Stellatoma
Stellatoma é um gênero de gastrópodes pertencente a família Mangeliidae.

## Gêneros
- Stellatoma mellissi (E. A. Smith, 1890)
- Stellatoma rufostrigata (Schepman, 1913)
- Stellatoma stellata (Stearns, 1872)